# Ley de la demanda

Una curva de demanda, mostrada en rojo y cambiando a la derecha, demostrando la relación inversa entre el precio y la cantidad demandados (las pendientes de curva hacia abajo de izquierdos a correctos; los precios más altos reducen la cantidad reclamada).

La ley de demanda, descriptiva, como la Ley de los gases ideales, no es normativa, establece que, manteniendo todo constante, cuando el precio de un producto aumenta (↑), la cantidad demandada baja (↓); asimismo, cuando el precio del producto baja (↓), la cantidad demandada aumenta (↑). En palabras simples, la ley de la demanda significa la relación inversa entre el precio y la cantidad demandada de un bien o servicio. Existe una relación negativa entre la cantidad demandada de un bien y su precio. Los factores que se mantienen constantes en esta relación son los precios de otros bienes y la renta del consumidor. Existen, aun así, algunas posibles excepciones a la ley de la demanda (ver bienes Giffen y Veblen).
Los formas de medir la elasticidad son la elasticidad precio de la demanda, la elasticidad ingreso de la demanda y la elasticidad cruzada de la demanda.

## Expresión matemática
Matemáticamente, la relación inversa puede ser expresada como relación causal:
{\displaystyle Q_{x}=f(P_{x}),\quad f^{\prime }<0,}
donde {\displaystyle Q_{x}} es la cantidad demandada del bien x,  {\displaystyle P_{x}} es el precio del bien, {\displaystyle f} es función de demanda, y {\displaystyle f^{\prime }} es su derivada.
Aquí, {\displaystyle P_{x}} es el factor causal (variable independiente) y {\displaystyle Q_{x}} es la variable dependiente.
De forma más específica
Qdx = f(Px, I , Py, T) 
Que es una relación funcional donde:
Qdx: cantidad demandada por el consumidor en un periodo de tiempo
f = símbolo que indica la relación de dependencia que existe entre las variables de ambos lados de la igualdad
PX = Precios del bien x
I = Ingreso monetario del consumidor
Py = Precios de otros bienes, o precio del bien y,
T = Gustos del consumidor

## Representación gráfica
Una curva de demanda es una representación gráfica que se rige por la ley de la demanda. Muestra cómo cambia la cantidad demandada de un producto durante un periodo específico en función de los cambios del precio, manteniendo todos los otros determinantes constantes. El precio se sitúa en el eje vertical y la cantidad en el horizontal.
Hay dos cosas importantes a destacar sobre la curva de demanda:
- Tiene pendiente negativa, indicando la relación negativa o inversa entre la cantidad demandada y el precio. En otras palabras, bajadas en el precio implican aumento de la demanda y aumentos, una reducción.
- El movimiento a lo largo de una curva de demanda dada, debido a un cambio en el precio, se denomina "cambio en la cantidad demandada". El término "cambio en la demanda" refiere a un desplazamiento en la curva basado en otros factores que no sean el precio.

## Excepciones a la ley de demanda
Generalmente la cantidad reclamada de unos aumentos buenos con una disminución en precio del bueno y viceversa.  En algunos casos, aun así, esto no puede ser cierto. Hay bienes seguros que no siguen esta ley. Estos incluyen Veblen bienes y Giffen bienes. Detalles y excepción más lejanos están dados en las secciones abajo.

### Bienes Giffen
Inicialmente propuestos por Sir Robert Giffen, los economistas parecen debatir la existencia de los bienes Giffen en los mercados. Un bien Giffen describe un bien inferior que cuando su precio aumenta, su demanda también. Como ejemplo, durante la Gran hambruna irlandesa del siglo XIX, las patatas fueron consideradas un bien Giffen. Las patatas eran el elemento básico en la dieta irlandesa, así que cuando el precio aumentó, tuvo un gran impacto en las rentas. Las personas respondieron recortando en bienes de lujo tales como carne y verduras, y compraron patatas en su lugar. Por ello, cuando el precio de las patatas aumentó, lo hizo también la cantidad demandada.

### Expectativa de cambio en el precio de mercancía
Si el aumento en el precio de un artículo crea una expectativa en los hogares de que va a aumentar más, podrían empezar a comprar cantidades mayores de la mercancía incluso con el aumento del precio. Del mismo modo, si los hogares esperan que el precio del artículo baje, podrían posponer su compra. Por ello, hay personas que argumentan que la ley de la demanda se viola en tales casos. En este caso, la curva de demanda no tendría pendiente negativa de izquierda a derecha; sería al revés. Esta curva se conoce como una curva de demanda excepcional.

### Bienes básicos o necesarios
Los bienes que las personas necesitan independientemente de lo alto del precio (inelásticos) son bienes básicos o necesarios. Los medicamentos cubiertos por seguros son un buen ejemplo. Un aumento o disminución en el precio de un bien así no afecta su cantidad demandada.

## La ley de demanda y cambio en demanda
La ley de la demanda establece que, manteniendo todo lo demás constante, la cantidad demandada de un bien aumenta cuando su precio baja y disminuye cuando el precio aumenta. Esto se representa como un movimiento a lo largo de la curva de la demanda, dado que el precio del producto está en el eje vertical.
La demanda de bienes cambia como consecuencia de cambios en los ingresos, gustos, etc. Dado que estos factores no están en los ejes de la curva de la demanda, tales cambios son reflejados como un desplazamiento de la curva a una nueva localización. Un desplazamiento en la curva de la demanda se suele denominar como un cambio en la demanda, a diferencia de un movimiento a lo largo de una curva fija, el cual se denomina cambio en la cantidad demandada.